# Chimonobambusa purpurea
Chimonobambusa purpurea är en gräsart som beskrevs av Hsueh f. och Tong Pei Yi. Chimonobambusa purpurea ingår i släktet Chimonobambusa och familjen gräs. Inga underarter finns listade i Catalogue of Life.